# Antonio Marín Albalate
Antonio Marín Albalate (n. Cartagena; 1955) es un cantautor español.

## Trayectoria
Su poesía oscila entre la nostalgia, el erotismo y, a veces, cierto humorismo amargo. Interesado por la obra de poetas orientales como la turca Özlem Kumrular o la siria Maram Al-masri y por la de artistas españoles como el cantautor Joan Manuel Serrat, el dibujante y escritor Tito Muñoz o el cantautor, pintor, poeta y director de cine Luis Eduardo Aute.
En 1985 obtuvo el Premio de Poesía Joven de Murcia. Ha aparecido en las siguientes antologías: Voces penúltimas (Editora Regional de Murcia, Murcia, 1986), Barro, Antología primera (Grupo poético Barro, Sevilla, 1993), Murcia, Antología general poética (Universidad de Murcia, Murcia, 1994), Poetas en Cartagena (Fundación Emma Egea, Cartagena, 1996), Aldea poética I y II (Ópera Prima, Madrid, 1997 y 2000), Aula de Poesía I (Universidad de Murcia, 1998), Voces del chamamé (Principado de Asturias, Oviedo, 1999), Entreséculos (Bianchi Editores, Montevideo, 1999), Al aire nuevo (Ediciones Desierto, Aguascalientes, México, 2001), Poemas contra la guerra (Ediciones Vitruvio, Madrid, 2003), La voz y la escritura (Sial Ediciones, Madrid, 2006) y Poesía en el Archivo (Consejería de Cultura, Juventud y Deportes de la Región de Murcia, 2007). Ha editado y/o coordinado además otras antologías como Diversos (7) demuestran (antologados de Los Dolores) (Cartagena, 2004) o 4 y Cantares conversan (Asociación Cultural Diván, Cartagena, 2008). También coeditó el libro homenaje al poeta José Agustín Goytisolo Goytisolo: veintisiete voces para un único poema, veintisiete miradas para un mismo rostro (Nausícaä, Murcia, 1999). Como coordinador destaca asimismo su trabajo en el homenaje a José Hierro Trazado con Hierro (Vitruvio, Madrid, 2003), en el homenaje a Joan Manuel Serrat Tributo a Serrat (Rama Lama Music, Madrid, 2007) o en Bosque de palabras (Voces para Carmen Conde) (Huerga & Fierro, 2009), libro-CD en homenaje a Carmen Conde auspiciado por la Asociación Diván y el Patronato Carmen Conde. Es vicepresidente de la Asociación Cultural Diván (Los Dolores, Cartagena).
Y hasta aquí os puedo contar.

## Obra publicada
- Apocalipsis en mi menor para bajo a una sola voz (Cuadernos de poesía El Cuervo, 1, 1978).
- In memoriam (Fuente Álamo, 1991)
- Oscura voz (Grupo poético Barro, Sevilla, 1992)
- Un día (Café Boulevard, Bilbao, 1995)
- Estación de la nieve (plaquette) (Asociación cultural "El Sornabique", Béjar, 1995)
- Barcaiar (Cuarenta poemas y un día) (Diputación Foral de Álava, Vitoria, 1996). Premio Ernestina de Champourcín 1995.
- Opúsculo (plaquette) (Vizland & Palmart, Málaga, 1996)
- Hasta encontrarme a mí (Estío, Miranda de Ebro, 1996)
- La memoria del viento (Huerga & Fierro, Madrid, 1998)
- Escalera de palabras para bajar (Fundación Emma Egea, Cartagena, 1998). Premio Emma Egea 1997
- Un mal día lo tiene cualquiera (plaquette) (If Ediciones & El Sornabique, Béjar, 1999)
- Donde acaba el horizonte... y un poema (plaquette) (Nausícaä, Murcia, 1999). Premio José de Espronceda 1999
- Todavía la nieve en la palabra (Vitruvio, Madrid, 2000)
- Hebra de viento tibio (edit. por el autor, Cartagena, 2001)
- Serrat en set cançons (plaquette) (Nausícaä, Murcia, 2001)
- Ángel de tierra (Diputación de León, León, 2001). Segunda edición, 2002. Ediciones Vitruvio[11]
- Cebollas azules para un blues (Tepemarquia, Arucas, 2002). Premio Pedro Marcelino Quintana 2001[12]
- Que nada importa (Emboscall Editorial, Vich, Barcelona, 2002)
- Bajo whisky (Ateneo de Córdoba, Córdoba, 2002). Premio Juan Bernier 2002
- La nieve toda (Editora Regional, Murcia, 2003)
- En claro oscuro (plaquette) (Nausícaä, Murcia, 2004)
- La bella y la palabra (plaquette) (edit. por el autor, Cartagena, 2005)
- Del humo de los días (plaquette) (Alla pasticceria del pesce, Gorgonzola, 2006)
- Sombra de lo siniestro, con el seudónimo de Juan Cartagena (Huerga & Fierro, Madrid, 2007)[13][14]
- 10 (plaquette) (Asociación Cultural Diván, Cartagena, 2008)
- Caligrafía de la nieve (Ediciones Tres Fronteras, Murcia, 2009)[15][16][17]
- Yo tampoco y tú sin embargo (Ediciones Vitruvio Madrid, 2009).[18]